# Демарат
Демарат (дав.-гр. Δημάρατος; д/н — після 480 до н. е.) — цар Спарти близько 515—491 роках до н. е.

## Життєпис
Походив з династії Евріпонтидів. Син царя Арістона. Близько 515 рок удо н. е. успадкував трон. Спільно з царем Клеоменом I очолював похід проти міста-держави Аргос. Після того як союзники почали розходитися в думках, повернувся разом зі своїми військами до Спарти. Публічний конфлікт між двома царями викликав великий скандал, після якого в Спарті був прийнятий закон, що забороняв царям командувати військом одночасно.
У 508 році до н. е. виступив проти планів співцаря Клеомена I поставити тираном в Афінах свого давнього союзника Ісагора. В результаті дії Клеомена було засуджено герусією та відмовлено у допомозі. Наслідком стало остаточно запобігання тиранії в Афінах. 504 року до н. е. його квадрига здобула перемогу на Олімпійських іграх.таким чином, Демарат став олімпіоніком.
У 501 році до н. е., скориставшись відсутністю Клеомена I, що брав участь у поході проти Егіни, яка визнала зверхність Перської імперії, Демарат звинуватив його в незаконних діях. Водночас спонукав інших членів Пелепоннеського союзу, насамперед Коринф, не допомагати Клеомену I. Можливо, Клеомена I звинувачували також і в підкупі афинянами. Висловлювалося припущення, що вже в цей час в Спарті існувало проперська партія на чолі із Демаратом. За іншою версією тут мали місце дружні відносини Демарата з деякими представниками полісних еліт, які опинилися в таборі союзників Персії. Ймовірно Демарат підтримував ксеничні (дружні) відносини з Кріосом, очільником проперської партії у Спарті. Разом з тим ймовірно між Демаратом та його співцарем було особиста ворожнеча, що почалася ще під час невдалого походу проти Аргосу.
В свою чергу Клеомен I став розпускати чутки про те, що Демарат не є сином царя Арістона і тому займає трон незаконно. Клеомен I домовився з Леотіхідом, родичем Демарата, щоб той стверджував, що Демарат — не син Арістона. Леонтіхід дав клятву про це.
З цього приводу виникли розбіжності. Було вирішено звернутися до Дельфійського оракула. Клеомен I якимось чином, можливо, шляхом підкупу, залучив на свій бік жерця Кобона, який переконав піфію дати бажану Клеомену I відповідь. 491 року до н. е. Демарат позбувся трону і втік до Закінфу, а звідти до Персії, а його місце зайняв Леотіхід. Незабаром Клеомен I був офіційно звинувачений у фальсифікації передбачення. Не чекаючи суду, він залишив Спарту. Піфію, що давала брехливу відповідь, було позбавлено сану.
Демарат отримав міста Тевтранію, Пергам, Галісарну та Гамбрейон як спадкове майно. У 480 році до н. е. брав участь в поході перського царя Ксеркса I до Еллади. Порадив захопити острів Кітера, звідти загрожувати Спарти, скувавши її морські та сухопутні сили. Втім до цієї поради перси не дослухалися. Подальша доля невідома. За свідченням Плутарха у 464 році до н. е. Демарат ще був живим.

## Родина
- Набіс (панував в 207—192 роках до н. е.), стверджував, що є прямим нащадком Демарата.